# Кельн-Буцвайлергоф
Кельн-Буцвайлергоф (нім. Flughafen Köln-Butzweilerhof) (ICAO: ETBB) — колишній аеропорт, що обслуговував німецьке місто Кельн. Він був відкритий як навчальний аеродром у 1912 році і виконував рейси авіакомпаній з 1922 до 1950-х років. Його замінив новий аеропорт Кельн-Бонн. Будівлі аеропорту 36 років — є пам'ятками і рідкісним зразком архітектури аеропорту міжвоєнного періоду. З 1951 по 1967 рік він експлуатувався Королівськими ВПС як RAF Butzweilerhof.